# Çaldıran (district)
Çaldıran is een Turks district in de provincie Van en telt 63.864 inwoners (2007). Het district heeft een oppervlakte van 1587,2 km². Hoofdplaats is Çaldıran.
De bevolkingsontwikkeling van het district is weergegeven in onderstaande tabel.
| 1997   | 2000   | 2007   |
| ------ | ------ | ------ |
| 48.155 | 56.485 | 63.864 |